# Ikari Warriors
Ikari Warriors är ett arkadspel producerat 1986 av SNK. Det portades till flera olika system, bland annat commodore 64. Spelet går ut på att skjuta sig fram genom horder av fiender med hjälp av olika vapen och stridsvagnar.
I arkadversionen av Ikari Warriors (och flera andra arkadspel bland annat Heavy Barrel, Midnight Resistance och Guerrilla War) används en speciell typ av joysticks, så kallade rotary joysticks (Seimitsu LS-30) vilket innebär att spelaren även kan rotera överkroppen och på så sätt skjuta i en riktning och gå i en annan riktning samtidigt. Dessa speciella joysticks fanns dock inte till de olika hemmasystemen.